# 郁華
郁 華（いく か、チェコ語: YU Hua(ユ フア)、1884年 - 1939年11月23日）は、中華民国の司法官、法学者。江蘇高等法院第二分院刑事庭庭長、東呉大学教授。郁風（zh:郁風）の父、郁達夫の兄でもある。字は曼陀。

## 経歴
1884年、清国浙江省富陽県生まれ。1904年に日本に官費留学し、早稲田大学清国留学生部師範科、法政大学専門部法律科を卒業。1910年に帰国し、挙人となり七品小京官に任じられた。清国滅亡後、1912年に法官資格を取得し京師高等審判庁推事、北京政府大理院推事に就任する。
1913年に日本の司法制度を視察するため日本に派遣される。この視察に弟の郁達夫も同行し日本に留学している。1914年に帰国し大理院推事、朝陽大学・東呉大学・司法儲才館で刑法教授などを務め、1928年に司法行政事司第三科科長、1929年に沈陽大理院東北分院刑庭庭長兼代理院長、1932年に上海江蘇高等法院第二分院刑事庭庭長に就任し、東呉大学・上海法政大学教授を兼務した。
1939年11月23日、ジェスフィールド76号により登院途上で暗殺された。

## 没後の顕彰
1952年、中華人民共和国中央人民政府により革命烈士として追彰された。出身地である富陽市に「郁曼陀先生血衣冢」という顕彰碑が設置されている。

## 参考
- 『美貌のスパイ 鄭蘋如』柳沢隆行（光人社、2010）

## 関連論文
- 小川恒男「明治の東京を描いた詩(1)郁曼陀の「東京雑事詩」」『中國中世文學研究』第55号、中國中世文學會、2009年3月、47-56頁、ISSN 05780942、NAID 110007331264。